# Olympische Sommerspiele 1960/Leichtathletik – 50 km Gehen (Männer)
Olympiasieger wurde der Brite Don Thompson. Er gewann vor dem Schweden John Ljunggren und dem Italiener Abdon Pamich.
Drei deutsche und drei Schweizer Geher nahmen teil, Österreicher waren nicht am Start. Die Deutschen Max Weber und Horst Astroth erreichten die Plätze dreizehn und sechzehn, Kurt Sakowski wurde disqualifiziert. Alle drei Schweizer erreichten das Ziel: Louis Marquis auf Platz 22, Alfred Leiser auf Platz 25 und René Charrière auf Platz 27.

## Bestleistungen / Rekorde
Weltrekorde wurden damals im Gehen wegen der unterschiedlichen Streckenbeschaffenheiten außer für den auf Bahnen in einem Stadion erzielten Zeiten nicht geführt.

### Bestehende Bestleistungen / Rekorde
| Weltbestleistung   | 4:03:53 h   | Anatoli Wedjakow ( Sowjetunion) | Moskau, Sowjetunion (heute Russland) | 13. August 1959 |
| Olympischer Rekord | 4:28:07,8 h | Giuseppe Dordoni ( Italien)     | OS Helsinki, Finnland                | 21. Juli 1952   |

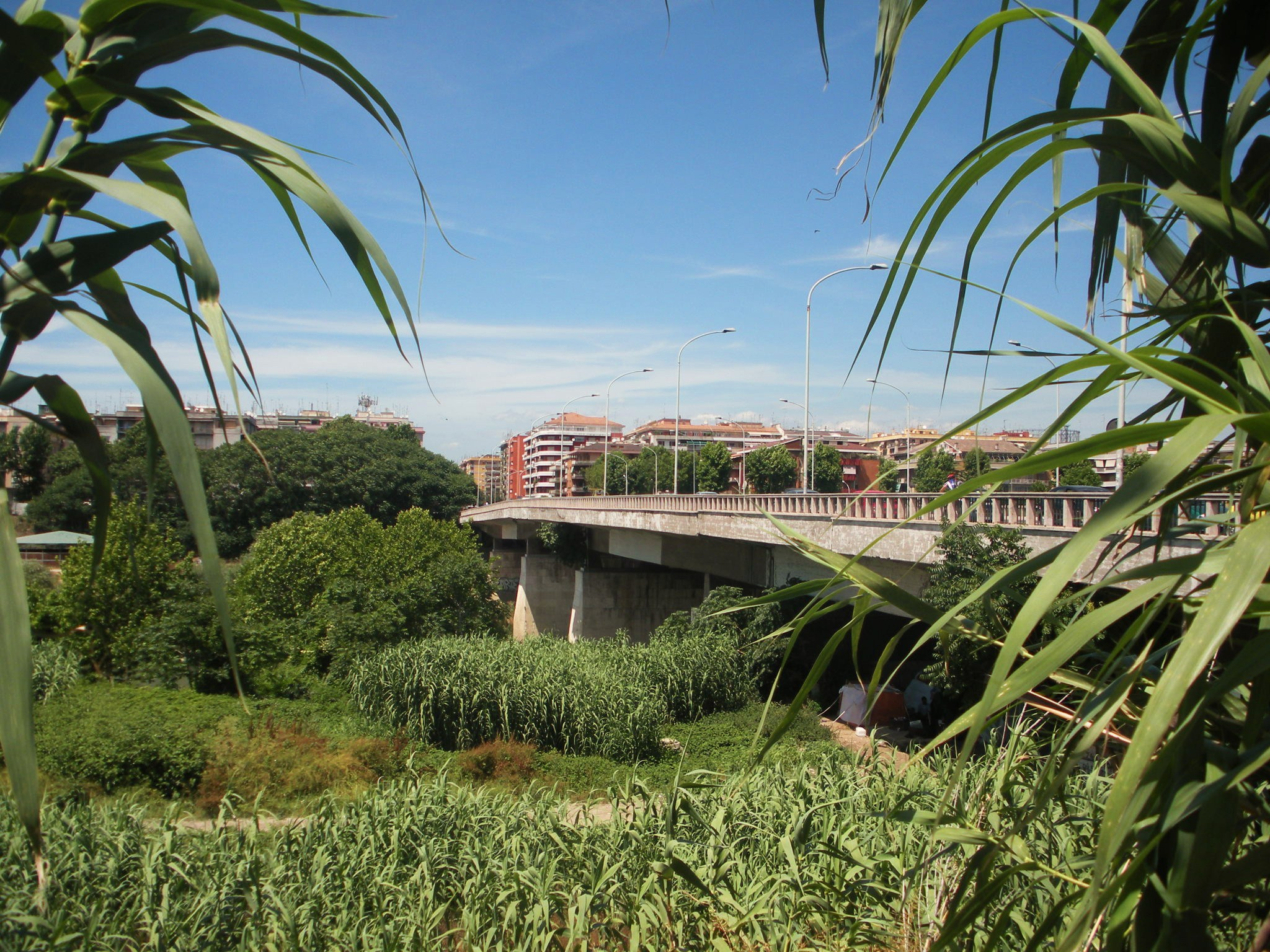
Die Tiberbrücke Ponte Marconi im Jahr 2012

Das 50-km-Gehen der Männer bei den Olympischen Spielen 1960 in Rom wurde am 7. September 1960 ausgetragen. 39 Athleten nahmen teil, von denen 28 das Ziel erreichten. Start und Ziel war das Stadio Olimpico.

### Rekordverbesserung
Der britische Olympiasieger Don Thompson verbesserte den bestehenden olympischen Rekord im Wettbewerb am 7. September um 2:37,8 min auf 4:25:30,0 h. Zur Weltbestleistung fehlten ihm 21:37 min.

## Streckenführung
Gestartet wurde im Olympiastadion. Nach Verlassen des Stadions führte die Strecke über die Viale dello Stadio Olimpico zum Tiber. Die Route folgte dem Flussverlauf und überquerte den Tiber auf dem Ponte Marconi. Über die Via del Mare ging es nun in südwestlicher Richtung weiter. In Höhe des Bahnhofes Acilia befand sich der Wendepunkt, der Weg führte auf der gleichen Strecke zurück zum Stadion.

## Durchführung des Wettbewerbs
Es gab keine Qualifikationsrunden in dieser Disziplin. Alle gemeldeten Teilnehmer traten am 7. September zum Wettkampf an.

## Wettkampfverlauf und Endergebnis

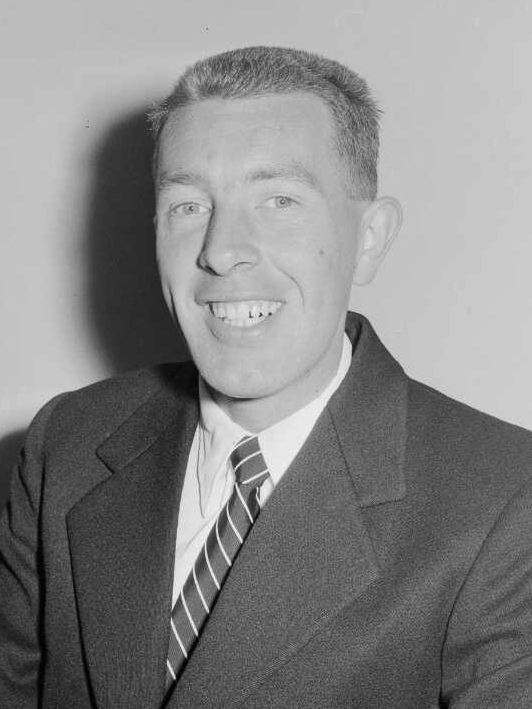
Der Olympiasieger von 1956 Norman Read erreichte hier nicht das Ziel

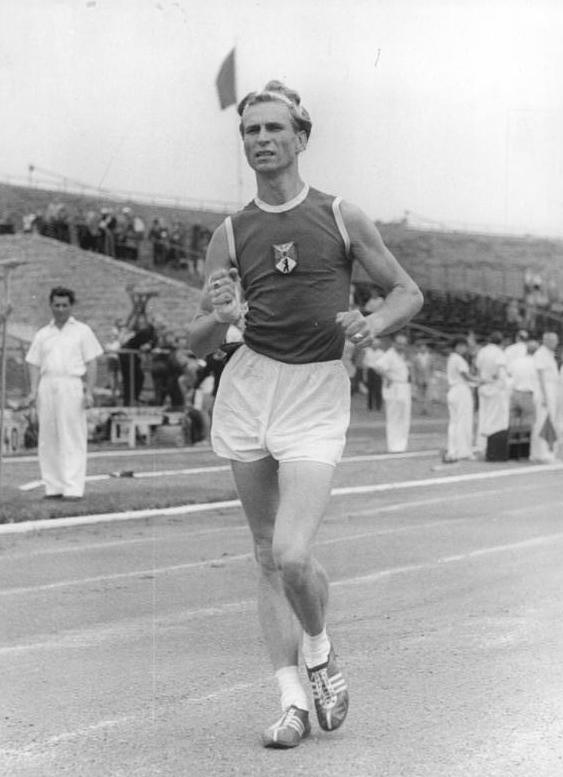
Kurt Sakowski wurde disqualifiziert

Datum: 7. September 1960, 14:30 Uhr
| Platz | Name                    | Nation                | Zeit        | Anmerkung |
| ----- | ----------------------- | --------------------- | ----------- | --------- |
| 1     | Don Thompson            | Großbritannien        | 4:25:30,0 h | OR        |
| 2     | John Ljunggren          | Schweden              | 4:25:47,0 h |           |
| 3     | Abdon Pamich            | Italien               | 4:27:55,4 h |           |
| 4     | Oleksandr Schtscherbyna | Sowjetunion           | 4:31:44,0 h |           |
| 5     | Tom Misson              | Großbritannien        | 4:33:03,0 h |           |
| 6     | Alex Oakley             | Kanada                | 4:33:08,6 h |           |
| 7     | Giuseppe Dordoni        | Italien               | 4:33:27,2 h |           |
| 8     | Zora Singh              | Indien                | 4:37:44,6 h |           |
| 9     | Anatoli Wedjakow        | Sowjetunion           | 4:29:57,6 h |           |
| 10    | Antonio De Gaetano      | Italien               | 4:41:01,6 h |           |
| 11    | Ladislav Moc            | Tschechoslowakei      | 4:32:33,6 h |           |
| 12    | George Hazle            | Südafrikanische Union | 4:43:18,8 h |           |
| 13    | Max Weber               | Deutschland           | 4:44:47,0 h |           |
| 14    | Svätopluk Sýkora        | Tschechoslowakei      | 4:46:14,6 h |           |
| 15    | Ajit Singh              | Indien                | 4:47:28,4 h |           |
| 16    | Horst Astroth           | Deutschland           | 4:50:57,0 h |           |
| 17    | Josef Doležal           | Tschechoslowakei      | 4:51:18,6 h |           |
| 18    | José Ribas              | Spanien               | 4:51:20,0 h |           |
| 19    | Ron Laird               | USA                   | 4:53:21,6 h |           |
| 20    | Frank O’Reilly          | Irland                | 4:54:40,0 h |           |
| 21    | Charles Sowa            | Luxemburg             | 4:57:00,4 h |           |
| 22    | Louis Marquis           | Schweiz               | 5:00:13,0 h |           |
| 23    | Bruce MacDonald         | USA                   | 5:00:47,6 h |           |
| 24    | John William Allen      | USA                   | 5:03:15,2 h |           |
| 25    | Alfred Leiser           | Schweiz               | 5:06:55,0 h |           |
| 26    | Mohamed Ben Lazhar      | Tunesien              | 5:07:57,4 h |           |
| 27    | René Charrière          | Schweiz               | 5:09:00,8 h |           |
| 28    | Jacques Arnoux          | Frankreich            | 5:10:22,0 h |           |
| DNF   | Béla Dinesz             | Ungarn                |             |           |
| DNF   | Norman Read             | Neuseeland            |             |           |
| DNF   | Åke Söderlund           | Schweden              |             |           |
| DNF   | Erik Söderlund          | Schweden              |             |           |
| DNF   | Naoui Zlassi            | Tunesien              |             |           |
| DSQ   | Ronald Crawford         | Australien            |             |           |
| DSQ   | Noel Freeman            | Australien            |             |           |
| DSQ   | Albert Johnson          | Großbritannien        |             |           |
| DSQ   | Grigori Klimow          | Sowjetunion           |             |           |
| DSQ   | Kurt Sakowski           | Deutschland           |             |           |
| DSQ   | Guillermo Weller        | Argentinien           |             |           |
| DNS   | Stefan Badulescu        | Rumänien              |             |           |
| DNS   | Khalifa Bahrouni        | Tunesien              |             |           |

Die indischen Brüder Zora und Ajit Singh übernahmen anfangs die Führung, der Brite Don Thompson blieb auf Tuchfühlung. Zur Wendemarke ging Thompson an die Spitze. Sein Verfolger John Ljunggren – 1948 bereits Olympiasieger auf dieser Distanz – hatte über eine Minute Rückstand, konnte diesen jedoch im Verlauf der kommenden zehn Kilometer wettmachen und löste den führenden Briten an der Spitze ab. Aber Thompson forcierte das Tempo noch einmal, zog an Ljunggren vorbei und sicherte sich den Olympiasieg mit siebzehn Sekunden Vorsprung. Ljunggren war mehr als zwei Minuten vor dem italienischen Bronzemedaillengewinner Abdon Pamich im Ziel, dessen Rückstand auf Thompson als Achter bei Hälfte des Rennens vier Minuten betragen hatte.
Dieser Wettkampf hatte einen einzigartigen Umstand. Zum ersten und bisher einzigen Male bei Olympischen Spielen waren fünf Olympiasieger in einem Wettkampf anwesend, drei frühere, der Gewinner dieses Wettkampfs und der Sieger des folgenden 50-km-Gehens in Tokio 1964. Neben Sieger Thompson waren dies im Einzelnen: John Ljunggren (Sieger 1948, diesmal Silber), Giuseppe Dordoni (Sieger 1952, diesmal Platz sieben), Norman Read (Sieger 1956, diesmal Aufgabe) und Abdon Pamich (Sieger 1964, diesmal Bronze).
| Zwischenzeiten        | Zwischenzeiten | Zwischenzeiten                      | Zwischenzeiten | Zwischenzeiten                                                                                            |
| Zwischen- zeit- marke | Zwischenzeit   | Führende®                           | 5-km- Zeit     | Verfolger                                                                                                 |
| --------------------- | -------------- | ----------------------------------- | -------------- | --- |
| 5 km                  | 25:40 min      | A. Singh                            | 25:40 min      | Z. Singh 25:53 / Thompson 25:59 / Read 26:02 / Crawford, Freeman, Allen 26:14 / Oakley, Pamich 26:17      |
| 10 km                 | 51:17 min      | A. Singh                            | 25:37 min      | Z. Singh 51:24 / Thompson, Freeman 51:40 / Crawford, Ljiunggren 52:27 / Oakley 52:31 / Read, Pamich 52:36 |
| 15 km                 | 1:18:59 h00    | Z. Singh                            | 27:25 min      | Thompson, A. Singh 1:19:14 / Freeman 1:19:25 / Crawford 1:19:27 / Klimow 1:19:50 / Ljiunggren 1:19:56     |
| 20 km                 | 1:43:27 h00    | Crawford, Klimow, Freeman, Z. Singh | 24:28 min      | Thompson 1:43:36 / Schtscherbyna 1:43:36 / Ljiunggren 1:44:45 / Pamich, Wedjakow, Oakley 1:46:19          |
| 25 km                 | 2:10:30 h00    | Thompson                            | 27:03 min      | Ljiunggren, Schtscherbyna 2:11:38 / Z. Singh 2:11:49 / Crawford 2:12:44 / Oakley 2:13:16 / Pamich 2:13:44 |
| 30 km                 | 2:37:31 h00    | Thompson                            | 27:01 min      | Ljiunggren 2:38:05 / Schtscherbyna 2:38:27 / Pamich 2:40:51 / Z. Singh 2:41:18 / Oakley 2:41:21           |
| 35 km                 | 3:02:56 h00    | Ljiunggren                          | 24:29 min      | Thompson 3:03:00 / Schtscherbyna 3:04:00 / Pamich 3:06:23 / Oakley 3:07:19 / Z. Singh 3:07:21             |
| 40 km                 | 3:31:40 h00    | Thompson                            | 28:44 min      | Ljiunggren 3:31:46 / Pamich 3:33:40 / Schtscherbyna 3:33:46 / Oakley 3:37:23 / Misson 3:37:25             |
| 45 km                 | 3:59:56 h00    | Thompson                            | 28:16 min      | Ljiunggren 3:59:57 / Pamich 4:01:14 / Schtscherbyna 4:02:24                                               |
| 50 km                 | 4:25:30 h00    | Thompson                            | 25:34 min      | Ljunggren 4:25:47 / Pamich 4:27:55                                                                        |

## Video
- 50km marcha Roma 1960, youtube.com, abgerufen am 16. Oktober 2017